# Cửa hàng thời trang

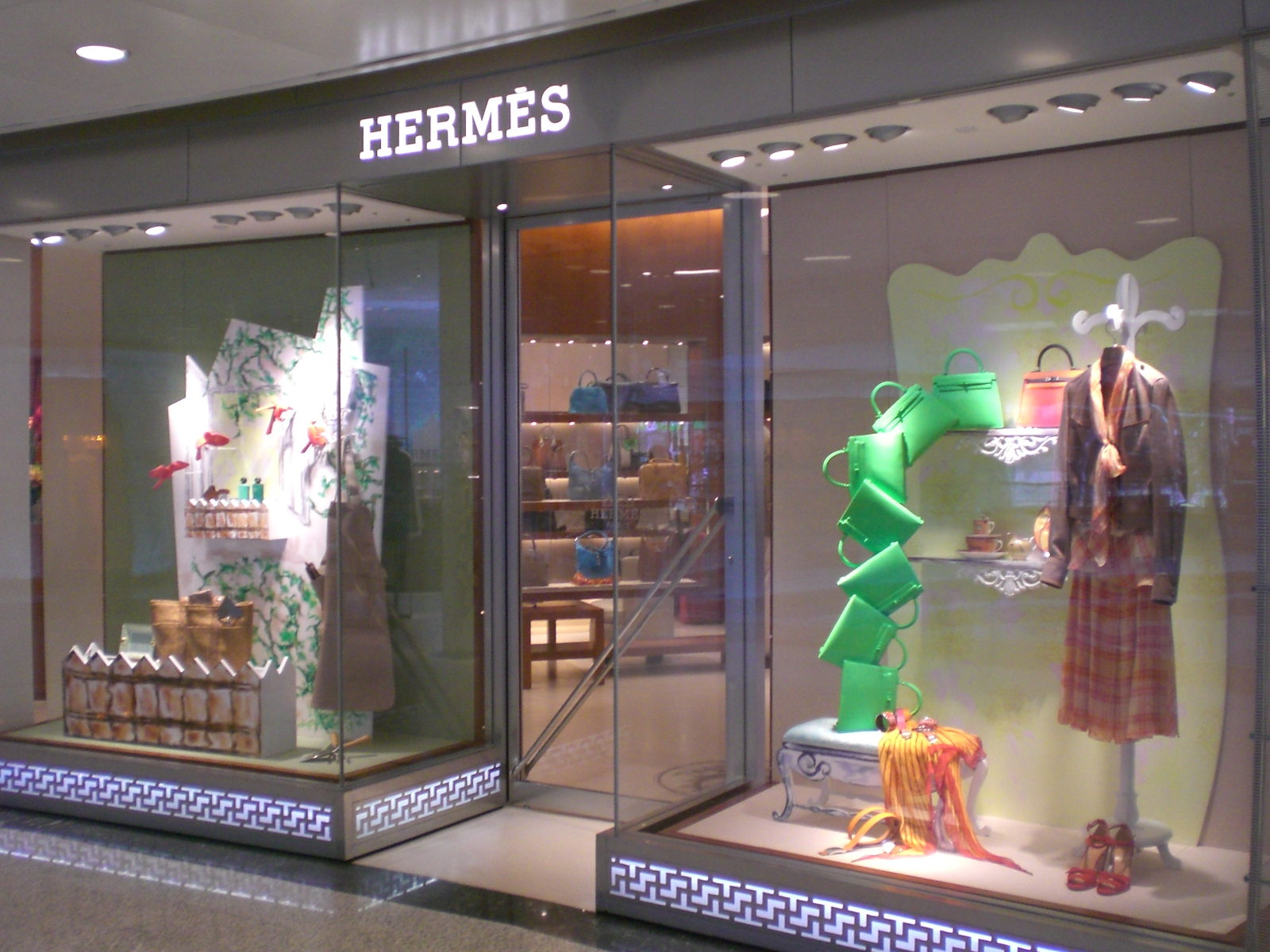
Một cửa hàng Hermès ở Vịnh Causeway, Hồng Kông

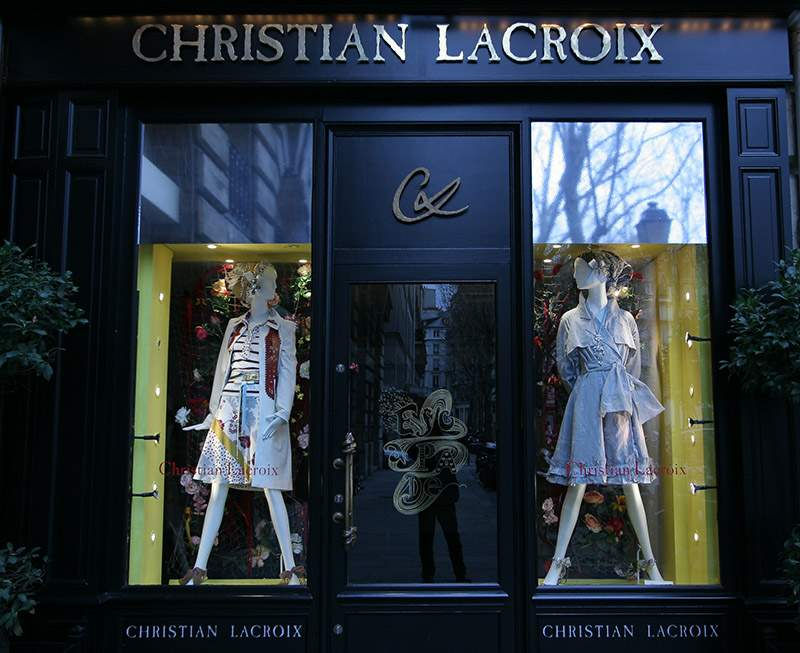
Một cửa hàng thiết kế thời trang của Christian Lacroix

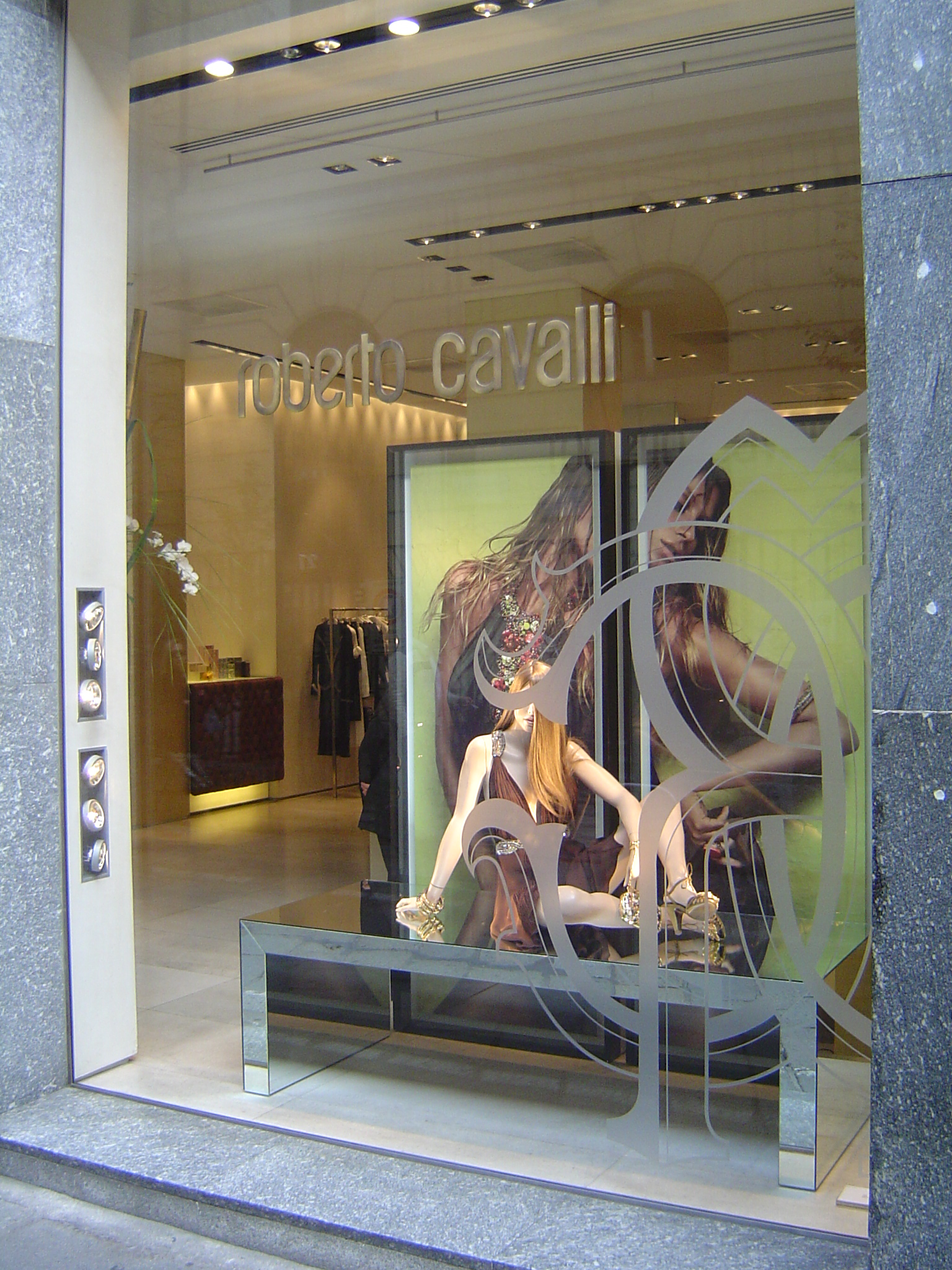
Cửa hàng của Roberto Cavalli ở Via della Spiga, thành phố Milano, nước Ý

Cửa hàng thời trang (tiếng Pháp: boutique) là "một cửa hàng nhỏ bán quần áo thời trang, trang sức hoặc các mặt hàng xa xỉ khác thường". Từ này là tiếng Pháp có nghĩa là "cửa hàng thời trang", xuất phát cuối cùng từ tiếng Hy Lạp ἀἀθήκη (apoth apkē) hoặc "kho".
Thuật ngữ "cửa hàng thời trang" và "nhà thiết kế" đề cập (với một số khác biệt) cho cả hàng hóa và dịch vụ có chứa một số yếu tố được cho là biện minh cho một mức giá cực kỳ cao, được gọi là giá cửa hàng thời trang. Cũng như thị trường mỹ thuật và việc sử dụng nghệ thuật trong hoạt động rửa tiền, chính phủ quốc gia phải quan tâm đến các cửa hàng thời trang và giá cao của hàng hóa là công cụ gian lận và các kế hoạch tài chính khác.

## Từ nguyên và cách sử dụng
Thuật ngữ "cửa hàng thời trang" đã đi vào cách nói tiếng Anh phổ biến vào cuối những năm 1960. Ở châu Âu, Đại lộ Montaigne và Phố Bond là tâm điểm chú ý của nhiều phương tiện truyền thông vì có những cửa hàng thời trang nhất thời đại.
Một số doanh nghiệp đa cửa hàng (chuỗi) có thể được gọi là cửa hàng thời trang nếu họ nhắm mục tiêu các thị trường ngách, cao cấp. Mặc dù một số cửa hàng thời trang chuyên về các mặt hàng thủ công và các sản phẩm độc đáo khác, một số khác chỉ sản xuất áo phông, nhãn dán và các phụ kiện thời trang khác với số lượng nhỏ một cách giả tạo và bán chúng với giá cao.

## Lối sống
Vào cuối những năm 1990, một số thương nhân bán lẻ châu Âu đã phát triển ý tưởng thiết kế cửa hàng theo chủ đề phong cách sống, trong cái mà họ gọi là "cửa hàng khái niệm", chuyên bán chéo mà không sử dụng các bộ phận riêng biệt. Một trong những cửa hàng khái niệm đầu tiên là 10 Corso Como ở Milan, Ý, được thành lập năm 1990, tiếp theo là Colette  tại Paris và Quartier 206  tại Berlin. Một số chuỗi nổi tiếng của Mỹ như Tiffany & Co. Urban Outfitters, Dash, và The Gap, Chuỗi Billabong của Úc và, mặc dù ít phổ biến hơn, Lord &amp; Taylor, thích nghi với xu hướng cửa hàng khái niệm sau 2000.
Tuy nhiên, ngày nay, mọi người đang chuyển nhiều hơn sang mua sắm trực tuyến. Các nhà bán lẻ cũng như người mua, do không có thời gian, thích có thể đặt hàng còn trong kho của họ, hoặc các vật thông qua 1-3 lần nhấp. Kinh doanh cửa hàng thời trang trực tuyến có rất nhiều mặt tốt, như không cần phải trả tiền thuê nhà cao hoặc đầu tư vào cửa hàng hoặc khả năng quản lý cửa hàng mọi lúc mọi nơi, khiến các nhà bán lẻ ngày càng hướng tới internet. Đối với người mua, mua sắm trực tuyến cũng thể hiện khả năng tiết kiệm thời gian, vì họ có thể đặt hàng và giao hàng chỉ trong vài ngày.